# Nivelles
Nivelles (nld. Nijvel, wa. Nivele) – miasto w środkowej Belgii, w Regionie Walońskim, w prowincji Brabancja Walońska, siedziba administracyjna okręgu Nivelles.

## Podział administracyjny
W skład gminy wchodzą cztery dzielnice (section):
- Baulers
- Bornival
- Monstreux
- Thines

## Zabytki
Dwunawowy kościół romański konsekrowany w roku 1046 w obecności cesarza Henryka III. Część wschodnia składająca się ze wschodniej nawy, transeptu oraz czterech przęseł nawy głównej oraz krypty poświęcona jest św. Piotrowi. Zachodnia część, poświęcona św. Gertrudzie składa się z zachodniej nawy (przebudowanej w XII w. w wielopiętrowy kompleks z salą cesarską na najwyższej kondygnacji) i transeptu.

## Sport
Od 1971 r. w dzielnicy Baulers do 1981 r. znajdował się tor wyścigowy, na którym odbywały się wyścigi Formuły 1 o Grand Prix Belgii. Tor został zburzony.

## Współpraca
Miejscowości partnerskie:
- Saintes, Francja
- Saint-Just-en-Chaussée, Francja